# Diego Buonanotte
Diego Mario Buonanotte Rende (Teodelina, 19 aprile 1988) è un calciatore argentino di origini italiane, centrocampista del Deportes Temuco.

## Biografia
Il 26 dicembre 2009, mentre era alla guida della Peugeot 307 di suo padre, è stato vittima di un incidente stradale, nel quale le tre persone che lo accompagnavano sono decedute, mentre il calciatore ha sofferto una contusione del polmone destro e subìto fratture all'omero e alla clavicola.
Ha origini italiane.

## Caratteristiche tecniche
Può essere schierato come trequartista, regista o centrocampista di fascia. Giocatore molto tecnico e leggero, è quindi molto rapido e capace nel dribbling, è ambidestro anche se predilige il piede sinistro che è il suo naturale.
Con 49 kg di peso è uno dei calciatori più magri della storia del calcio professionistico.

## Carriera

### Club
Ha debuttato nel River Plate il 9 aprile 2006, all'età di 17 anni, nella partita contro l'Instituto vinta per 3-1.
Ha fatto il suo primo gol durante la partita del 30 settembre 2007 contro il Rosario Central allo Stadio monumentale Antonio Vespucio Liberti, al 74'.
Nel 2008 il River Plate, trascinato anche dai suoi gol, vince il campionato di Clausura. Nella penultima partita del campionato sigla una doppietta che porta alla vittoria della sua squadra e all'aritmetica conquista del titolo argentino.
Ad aprile 2010, dopo l'incidente automobilistico, torna in campo contro il Godoy Cruz, quindi rinnova il contratto col River Plate fino al 2015. Nel gennaio 2011 firma un contratto con la società spagnola del Málaga, dove si trasferirà a partire dalla stagione successiva. Fa il suo esordio ufficiale in campionato il 12 settembre in Málaga-Granada (4-0), venendo sostituito al 67' da Isco. Il 22 novembre 2012, dopo aver giocato 20 minuti nei preliminari contro il Panathīnaïkos, fa il suo esordio in Champions League condito dal gol che porta sul momentaneo 0-1 la partita Zenit San Pietroburgo-Málaga, finita poi con il risultato di 2-2.
Il 31 gennaio 2013, ultimo giorno di calciomercato, passa al Granada. Dopo 29 partite e 1 gol in campionato viene mandato in prestito prima al Pachuca e poi al Quilmes dove torna al gol in campionato il 22 febbraio 2015 nel 2-2 contro il River Plate senza però esultare.

### Nazionale
Ha giocato il campionato sudamericano Under-17 2005 in Ecuador. Partito da titolare nella prima partita, è stato poi messo in panchina entrando a partita in corso in altre due partite, accumulando così un totale di 3 presenze. In questa competizione non ha segnato alcun gol e la squadra è stata eliminata nella prima fase.
Venne convocato da Sergio Batista per partecipare al Torneo di Tolone 2009 con la selezione Under-19. In questo torneo riesce a segnare il suo primo gol con la maglia della sua Nazionale, segnato da calcio di punizione assegnato all'80' durante la partita Argentina-Olanda. Durante questa competizione riesce a vincere anche il premio di Miglior giocatore.

## Statistiche

### Presenze e reti nei club
Statistiche aggiornate al 4 dicembre 2021.
| Stagione                    | Squadra                     | Campionato                  | Campionato | Campionato | Coppe nazionali | Coppe nazionali | Coppe nazionali | Coppe continentali | Coppe continentali | Coppe continentali | Altre coppe | Altre coppe | Altre coppe | Totale | Totale |
| Stagione                    | Squadra                     | Comp                        | Pres       | Reti       | Comp            | Pres            | Reti            | Comp               | Pres               | Reti               | Comp        | Pres        | Reti        | Pres   | Reti   |
| --------------------------- | --------------------------- | --------------------------- | ---------- | ---------- | --------------- | --------------- | --------------- | ------------------ | ------------------ | ------------------ | ----------- | ----------- | ----------- | ------ | ------ |
| 2006-2007                   | River Plate                 | PD                          | 1          | 0          | -               | -               | -               | -                  | -                  | -                  | -           | -           | -           | 1      | 0      |
| 2007-2008                   | River Plate                 | PD                          | 25         | 11         | -               | -               | -               | CS+CL              | 2+6                | 0                  | -           | -           | -           | 33     | 11     |
| 2008-2009                   | River Plate                 | PD                          | 31         | 3          | -               | -               | -               | CS+CL              | 4+4                | 0+1                | -           | -           | -           | 39     | 4      |
| 2009-2010                   | River Plate                 | PD                          | 23         | 9          | -               | -               | -               | CS                 | 2                  | 0                  | -           | -           | -           | 23     | 9      |
| 2010-2011                   | River Plate                 | PD                          | 26         | 2          | -               | -               | -               | -                  | -                  | -                  | -           | -           | -           | 26     | 2      |
| Totale River Plate          | Totale River Plate          | Totale River Plate          | 106        | 25         |                 | -               | -               |                    | 17                 | 1                  |             | -           | -           | 122    | 26     |
| 2011-2012                   | Málaga                      | PD                          | 15         | 0          | CdR             | 4               | 1               | -                  | -                  | -                  | -           | -           | -           | 19     | 1      |
| 2012-gen. 2013              | Málaga                      | PD                          | 8          | 1          | CdR             | 5               | 2               | UCL                | 3                  | 1                  | -           | -           | -           | 15     | 4      |
| Totale Málaga               | Totale Málaga               | Totale Málaga               | 23         | 1          |                 | 9               | 3               |                    | 3                  | 1                  | -           | -           | -           | 35     | 5      |
| gen.-giu. 2013              | Granada                     | PD                          | 15         | 1          | CdR             | -               | -               | -                  | -                  | -                  | -           | -           | -           | 15     | 1      |
| 2013-2014                   | Granada                     | PD                          | 14         | 0          | CdR             | 1               | 0               | -                  | -                  | -                  | -           | -           | -           | 25     | 0      |
| Totale Granada              | Totale Granada              | Totale Granada              | 29         | 1          |                 | 1               | 0               |                    | -                  | -                  | -           | -           | -           | 40     | 1      |
| 2014-2015                   | Pachuca                     | PD                          | 13         | 0          | -               | -               | -               | CCL                | 1                  | 1                  | -           | -           | -           | 14     | 1      |
| Totale Pachuca              | Totale Pachuca              | Totale Pachuca              | 13         | 0          |                 | -               | -               |                    | 1                  | 1                  | -           | -           | -           | 14     | 1      |
| 2015                        | Quilmes                     | PD                          | 12         | 1          | CA              | 1               | 0               | -                  | -                  | -                  | -           | -           | -           | 13     | 1      |
| Totale Quilmes              | Totale Quilmes              | Totale Quilmes              | 12         | 1          |                 | 1               | 0               |                    | -                  | -                  | -           | -           | -           | 13     | 1      |
| 2015-2016                   | AEK Atene                   | SL                          | 24+3       | 6          | CG              | 8               | 5               | -                  | -                  | -                  | -           | -           | -           | 35     | 11     |
| Totale AEK                  | Totale AEK                  | Totale AEK                  | 27         | 6          |                 | 8               | 5               |                    | -                  | -                  | -           | -           | -           | 35     | 11     |
| 2016-2017                   | Universidad Católica        | PD                          | 27         | 11         | CC              | 6               | 1               | CL+CS              | 6+2                | 1                  | -           | -           | -           | 41     | 13     |
| 2017                        | Universidad Católica        | PD                          | 10         | 4          | CC              | 4               | 2               | -                  | -                  | -                  | SC          | 1           | 0           | 15     | 6      |
| 2018                        | Universidad Católica        | PD                          | 28         | 7          | CC              | 1               | 0               | -                  | -                  | -                  | -           | -           | -           | 29     | 7      |
| 2019                        | Universidad Católica        | PD                          | 21         | 2          | CC              | 5               | 1               | CL+CS              | 2+2                | 0                  | SC          | 1           | 1           | 31     | 4      |
| 2020                        | Universidad Católica        | PD                          | 24         | 0          | -               | -               | -               | CL+CS              | 3+4                | 0+1                | SC          | 1           | 0           | 31     | 1      |
| 2021                        | Universidad Católica        | PD                          | 19         | 2          | CC              | 4               | 1               | CL                 | 3                  | 0                  | SC          | 1           | 0           | 27     | 3      |
| Totale Universidad Católica | Totale Universidad Católica | Totale Universidad Católica | 129        | 26         |                 | 19              | 5               |                    | 22                 | 2                  |             | 4           | 1           | 173    | 35     |
| Totale carriera             | Totale carriera             | Totale carriera             | 345+3      | 60         |                 | 38              | 13              |                    | 43                 | 5                  |             | 4           | 1           | 434    | 79     |

## Palmarès

### Club
- Campionato argentino: 1

River Plate: Clausura 2008
- Coppa di Grecia: 1

AEK Atene: 2015-2016
- Campionato cileno: 5

Universidad Católica: 2016-A, 2018, 2019, 2020, 2021
- Supercopa de Chile: 4

Universidad Católica: 2016, 2019, 2020, 2021

### Nazionale
- Oro olimpico: 1

Pechino 2008

### Individuale
- Miglior giocatore del Torneo di Tolone: 1

2009
- Miglior marcatore del Torneo di Tolone: 1

2009
- Capocannoniere della Coppa di Grecia: 1

2015-2016 (5 gol)